# Oligotrofní jezero

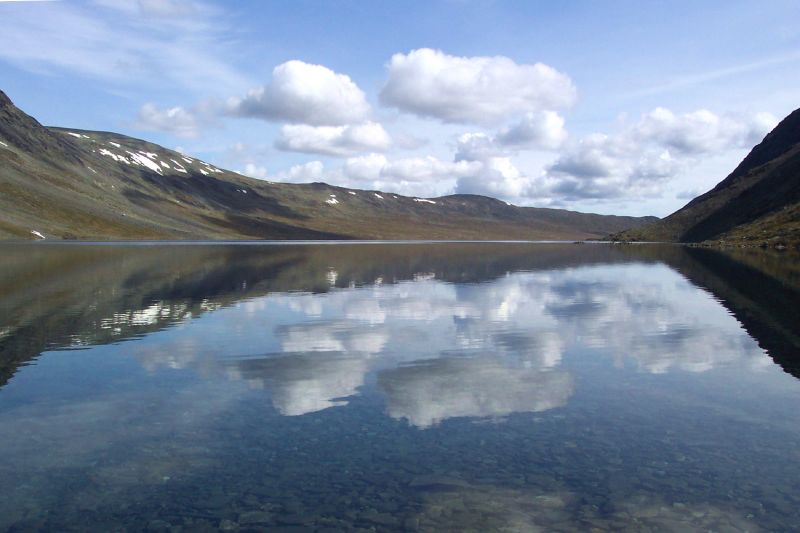
jezero Bessvatnet

Oligotrofní jezero je druh sladkovodního jezera, které charakterizuje nízký obsah živin rozpuštěných ve vodě. Veškerá organická hmota v jezeře podléhá mineralizaci a díky tomuto koloběhu je ve vodě jen malé množství usazenin. Voda v těchto jezerech se nazývá oligotrofní.
Tato jezera se vyznačují velkým bohatstvím flóry a fauny při nevelkém počtu zástupců jednotlivých druhů. Jsou to jezera geologicky mladá, velká a hluboká. Patří mezi ně také horská ledovcová jezera – plesa.
Přirozeným procesem se mohou tato jezera měnit v eutrofní, přičemž tento proces může ovlivňovat znečišťování v důsledku lidské činnosti.